# Rien à cacher
 (janvier 2022).
Pour l'argument sur la surveillance de masse, voir Rien à cacher (argument).
Rien à cacher est un magazine télévisé d'information français produit par AB Groupe puis ST Productions, société de production de Stéphane Tapie, animé par Bernard Tapie et diffusé chaque dimanche de 19 h 45 à 20 h 40 sur RTL9 d'octobre 2000 à août 2002.

## Principe de l'émission
Rien à cacher était une émission d'interview de Bernard Tapie qui interrogeait un invité du monde politique, culturel ou artistique. Il retrace le parcours de l'invité et donne son avis tout au long de l'entretien.
Après une brève présentation de l'invité, l'entretien aborde différents sujets en rapport avec la vie privée ou professionnelle de l'invité et déborde parfois sur d'autres sujets.
Pour forcer ses invités à se livrer, Bernard Tapie a fait allusion à ses affaires judiciaires passées, son séjour en prison ou son mandat ministériel.

## Invités
Parmi les invités, on peut citer :
- François Hollande
- Dieudonné
- Jacques Séguéla
- Jean Tiberi
- Pierre Lescure
- Christian Prouteau
- Sophie Thalmann
- Paul Lombard (avocat)
- François Santoni, le 15 octobre 2000 (émission inaugurale)[3]
- Robert Louis-Dreyfus, le 1er avril 2001
- Claude Bartolone, le 29 avril 2001[4]
- Laurent Baffie, le 6 mai 2001[5]
- Jamel Debbouze, le 8 juillet 2001
- Philippe Bouvard, le 15 juillet 2001
- Elodie Gossuin, le 22 juillet 2001
- Geneviève de Fontenay, le 22 juillet 2001
- Guy Roux, le 29 juillet 2001
- Pascal Sevran, le 5 août 2001
- Guy Bedos, le 12 août 2001
- Claire Chazal, le 19 août 2001
- Christophe Dechavanne, le 26 août 2001
- Thierry Roland, le 2 septembre 2001
- Roger Hanin, le 9 septembre 2001
- Jacques Maillot, le 11 novembre 2001
- Dany Boon, le 25 novembre 2001
- Patrick Sabatier, le 9 décembre 2001
- Charles Biétry, le 16 décembre 2001
- Michel Drucker, le 23 décembre 2001
- Amanda Lear, le 6 janvier 2002
- Michèle Cotta, le 13 janvier 2002
- Elie Chouraqui, le 20 janvier 2002
- Bernard-Henri Lévy, le 27 janvier 2002
- Claude Lelouch, le 3 février 2002[6]
- Nikos Aliagas, le 10 février 2002
- Armande Altaï, le 10 février 2002
- Mario Barravecchia, le 10 février 2002
- Alain Madelin, le 17 février 2002
- Eddie Barclay, le 24 février 2002
- Alexandre Jardin, le 3 mars 2002
- François Fillon, le 10 mars 2002
- Laure Sinclair, le 17 mars 2002
- Philippe Zrihen, le 17 mars 2002
- Ségolène Royal, le 24 mars 2002[7]
- Nicolas Sarkozy, le 7 avril 2002
- Jean-Louis Borloo, le 14 avril 2002
- Jean-Pierre Pierre-Bloch, le 14 avril 2002
- Daniela Lumbroso, le 21 avril 2002
- Malek Boutih, le 28 avril 2002
- Patrick Klugman, le 28 avril 2002
- Jack Lang, le 28 avril 2002
- Roselyne Bachelot, le 28 avril 2002
- Elie Semoun, le 12 mai 2002
- Philippe Tesson, le 19 mai 2002
- Jean-Claude Gaudin, le 26 mai 2002
- Dominique Strauss-Kahn, le 2 juin 2002
- Julien Dray, le 9 juin 2002
- Richard Cocciante, le 16 juin 2002
- Elisabeth Teissier, le 23 juin 2002
- Jean Piat, le 30 juin 2002
- Mireille Dumas, le 7 juillet 2002
- Patrick Poivre d'Arvor, le 14 juillet 2002
- Jean-Christophe Mitterrand, le 18 août 2002[8]
- Lara Fabian, le 25 août 2002

Le 28 avril 2002, lors de l'entre-deux tours de l'Election présidentielle, il devait recevoir Jean-Marie Le Pen, mais le face à face est annulé au dernier moment, officiellement pour respecter l'égalité du temps de parole.